# Sandra Burn
Sandra Burn (1º ottobre 1968) è un'ex sciatrice alpina svizzera.

## Biografia
Specialista delle prove tecniche originaria di Adelboden, la Burn debuttò in campo internazionale in occasione dei Mondiali juniores di Jasná 1985; ottenne il primo piazzamento in Coppa del Mondo il 23 marzo 1988 a Saalbach-Hinterglemm in slalom gigante (9ª) e in quella stessa stagione 1987-1988 in Coppa Europa vinse la classifica di slalom gigante e fu 2ª in quella generale. Conquistò il miglior risultato in Coppa del Mondo l'8 marzo 1989 a Shigakōgen sempre in slalom gigante (7ª), ultimo piazzamento della sua carriera agonistica; non prese parte a rassegne olimpiche né ottenne piazzamenti iridati.

## Palmarès

### Coppa del Mondo
- Miglior piazzamento in classifica generale: 49º nel 1989

### Coppa Europa
- Miglior piazzamento in classifica generale: 2º nel 1988
- Vincitrice della classifica di slalom gigante nel 1988

### Campionati svizzeri
- 1 medaglia (dati parziali, dalla stagione 1987-1988):
  - 1 oro (combinata[senza fonte] nel 1988)